# Оуэн, Лоуренс
Лоуренс Рочон Оуэн (англ. Laurence Rochon  Owen; 9 мая 1944 года, Окленд, Калифорния, США — 15 февраля 1961 года, Брюссель, Бельгия) — американская фигуристка, выступавшая в одиночном катании. Она чемпионка США и чемпионка Северной Америки в 1961 году, чемпионка первенства США среди юниоров в 1959 году.

## Биография
Лоуренс Оуэн родилась в спортивной семье в мае 1944 года в Калифорнии. С детства она занималась разными видами спорта, увлекалась литературой. Однако, в конце концов, пошла по стопам своих родителей и старшей сестры Мэрибел и стала фигуристкой.
В 1958 году к ней пришёл первый успех: она стала бронзовым призёром первенства США среди юниоров, а на следующий год выиграла эти соревнования. Оуэн очень хотела выступить на домашних Олимпийских играх в Скво-Велли (1960), смогла отобраться в сборную США и заняла на этих соревнованиях 6 место. Через неделю она выступила на чемпионате мира в Ванкувере, где стала девятой.
В следующий сезон Лоуренс выиграла чемпионат США и чемпионат Северной Америки.

## Гибель
В конце февраля в Праге должен был состояться чемпионат мира по фигурному катанию. Лоуренс Оуэн в составе сборной на самолёте добиралась в Чехословакию, и при промежуточной посадке в Брюсселе произошла катастрофа лайнера. Все пассажиры и экипаж погибли. Вместе с Лоуренс погибли её мать-тренер Мэрибел Винсон-Оуэн и старшая сестра Мэрибел Оуэн.

## Спортивные достижения
| Соревнования/Сезон                           | 1957—1958 | 1958—1959 | 1959—1960 | 1960—1961 |
| -------------------------------------------- | --------- | --------- | --------- | --------- |
| Зимние Олимпийские игры                      |           |           | 6         |           |
| Чемпионаты мира                              |           |           | 9         |           |
| Чемпионаты Северной Америки                  |           |           |           | 1         |
| Чемпионаты США                               |           |           | 3         | 1         |
| Первенство США по фигурному катанию (юниоры) | 3         | 1         |           |           |

## Семья
Родители Лоуренс Оуэн бывшие фигуристы. Отец — канадский фигурист (фур) Гай Оуэн, вице-чемпион Канады в 1929 году. Мать — фигуристка (парное и одиночное катание) Мэрибел Винсон-Оуэн, многократная чемпионка США и двукратная чемпионка Северной Америки. Также она принимала участие в трёх зимних Олимпийских играх и завоевала бронзовую медаль в одиночном катании. Сестра  Мэрибел Оуэн также фигуристка (парное катание), чемпионка США 1961 года, призёр чемпионата Северной Америки. Также Лоуренс Оуэн была внучкой фигуристов Томаса и Гертруды Винсон, живших в Винчестере штата Массачусетс.

## Память
28 января 2011 года Лоуренс Оуэн была введена в Зал Славы фигурного катания США.